# هنري أورد
هنري أورد (بالإسبانية: Henry Aurad)‏ مواليد 20 يوليو 1984 في قرطاجنة، هو ملاكم محترف كولومبي يصنف ضمن فئة وزن الوسط.

## إحصائيات
خاض خلال مسيرته 29 نزالا، فاز في 19 وتعادل في 1 وخسر في 9. فاز بالضربة القاضية في 16 نزالا.

## روابط خارجية
- هنري أورد على موقع بوكس ريك (الإنجليزية) (registration required)